# Sistema de ligas de fútbol de Bolivia
El Sistema de ligas de fútbol de Bolivia es una serie de ligas interconectadas, organizadas por la Federación Boliviana de Fútbol, la Asociación Nacional de Fútbol y sus asociaciones afiliadas, para los clubes de fútbol de Bolivia.

## Fútbol masculino
| Categoría | Estatus         | Divisiones                                                                                      | Organizador                    |
| --------- | --------------- | ----------------------------------------------------------------------------------------------- | ------------------------------ |
| 1         | Profesional     | División Profesional 16 equipos                                                                 | Federación Boliviana de Fútbol |
| 3         | Semiprofesional | Copa Simón Bolívar 24 equipos                                                                   | Asociación Nacional de Fútbol  |
| 3         | Semiprofesional | Asociaciones Departamentales 9 divisiones autonómicas con sus diversas categorías territoriales | Federaciones territoriales     |